# El Reixac (Gurb)
El Reixach o el Reixacés una masia de Gurb (Osona) inclosa a l'Inventari del Patrimoni Arquitectònic de Catalunya.

## Arquitectura
Masia de planta quadrada coberta a quatre vessants. La façana és orientada a ponent. El portal d'entrada és dovellat i les dovelles continuen emmarcant també la finestra i formant un tot. La dovella de la finestra presenta decoracions conopials. L'edifici consta de tres pisos, les obertures del segon presenten motllures d'estuc de forma goticitzant.
La casa està bastida amb diferents tipus de carreus, de manera que els de la part central són més arrodonits mentre que els laterals i la part superior presenten lleves més grans i regulars. Algunes finestres són tapiades i també hi ha afegitons de maó. L'estat de conservació és regular, ja que la masia està deshabitada i l'interior no està agençat com a habitació. Al darrere, a nivell de planta baixa hi ha una eixida.

## Història
Masia situada al costat del riu Gurri, a la part baga. Fou reformada i ampliada al segle xx. El cognom de Reichach es va perdre quan una pubilla única del mas es casà amb un hereu únic del Barniol i s'ajuntaren les propietats. En aquesta casa va néixer un canonge de la Catedral de Vic. Segons documents en aquesta casa s'havien fos campanes.